# 長嶺俊一 (音楽家)
長嶺 俊一（ながみね しゅんいち）は、沖縄出身、在住のクラシック音楽作曲家、音楽個人教師。

## 作品
- ヴァイオリン ソナタ -沖縄旋法による- CD、楽譜出版（全音楽譜出版社）
- 交響詩 宇流麻島（うるま島 －沖縄旋法-）
- 歌曲集（LPレコード）

ほか、作品の多くは出版、CD化。何曲かは『携帯着メロ』として沖縄ちゅらサウンズより配信。
| スタブアイコン | サブスタブ | この項目は、まだ閲覧者の調べものの参照としては役立たない、音楽関係者（バンド等）に関連した書きかけの項目です。この項目を加筆・訂正などしてくださる協力者を求めています（P:音楽/PJ:芸能人）。 |